# Donald Wolfit
Donald Wolfit, est un acteur, directeur de théâtre, metteur en scène et pédagogue anglais, né Donald Woolfitt à Newark-on-Trent (Midlands de l'Est, Angleterre) le 20 avril 1902, mort d'une crise cardiaque à Londres (Angleterre) le 17 février 1968.

## Biographie
Donald Wolfit débute en 1920 au théâtre, domaine où il est particulièrement actif au long de sa carrière, notamment dans les pièces de William Shakespeare (voir la rubrique "Théâtre" ci-dessous). D'ailleurs, il nomme 'Shakespeare Company' la troupe itinérante qu'il crée et dirige. Au nombre de ses disciples, on compte Ronald Harwood (qui lui consacrera une biographie) et Peter O'Toole.
Au cinéma, il apparaît dans trente-neuf films (majoritairement britanniques), entre 1931 et 1968. Mentionnons Svengali (film, 1954) (en) en 1954 — où son interprétation du rôle-titre lui vaut l'année suivante une nomination au British Academy Film Award du meilleur acteur dans un rôle principal —, et Lawrence d'Arabie en 1962 où, dans le rôle du général Archibald Murray, il retrouve Peter O'Toole.
À la télévision, il contribue à un téléfilm en 1959 (une version téléfilmée de la pièce Volpone de Ben Jonson) et à treize séries, la plupart consacrées au théâtre, de 1952 à 1968.
Pour sa contribution au théâtre, Donald Wolfit est honoré en 1957 du grade de chevalier commandeur de l'ordre de l'Empire britannique (KBE).

## Théâtre (sélection)
Pièces jouées à Londres, sauf mention contraire
- 1921-1922 : Le Songe d'une nuit d'été (A Midsummer Night's Dream) de William Shakespeare, avec Ralph Richardson (à Bath)
- 1923-1924 : Le Mouron rouge (The Scarlet Pimpernel), adaptation du roman éponyme de la baronne Orczy (à Bristol et Southampton)
- 1929-1930 : Roméo et Juliette (Romeo and Juliet), Jules César (Julius Caesar), Le Songe d'une nuit d'été (A Midsummer Night's Dream), Hamlet, Richard II et Comme il vous plaira (As you Like it) de William Shakespeare ; Le Malade imaginaire (The Imaginary Invalid) de Molière ; Androclès et le lion (Androcles and the Lion) de George Bernard Shaw (saison à l'Old Vic Theatre, avec John Gielgud, Martita Hunt)
- 1930-1931 : A Murder has been arranged d'Emlyn Williams (à Bristol)
- 1931 : Sarn (Precious Bane), adaptation par Edward Lewis du roman éponyme de Mary Webb, avec Robert Donat, Francis L. Sullivan
- 1932 : Richard of Bordeaux de Gordon Daviot, avec John Gielgud, Jack Hawkins, Ralph Truman
- 1936 : Troïlus et Cressida (Troilus and Cressida), Roméo et Juliette (Romeo and Juliet), Beaucoup de bruit pour rien (Much ado about Nothing), Le Roi Lear (King Lear), Le Marchand de Venise (The Merchant of Venice), La Mégère apprivoisée (The Taming of the Shrew) et La Nuit des rois, ou Ce que vous voudrez (Twelfth Night, or What you will) de William Shakespeare (saison à Stratford-upon-Avon, avec Pamela Brown, Peter Glenville, Trevor Howard)
- 1936 : Antoine et Cléopâtre (Antony and Cleopatra) de William Shakespeare
- 1937 : Hamlet (avec Norman Wooland) et Cymbeline de William Shakespeare (à Stratford-upon-Avon)
- 1938 : Volpone de Ben Jonson, avec Niall McGinnis
- 1943 : Le Roi Lear (King Lear) et Othello ou le Maure de Venise (Othello, the Moor of Venice) de William Shakespeare ; Volpone de Ben Jonson
- 1944 : Beaucoup de bruit pour rien (Much ado about Nothing) de William Shakespeare
- 1946 : Le Marchand de Venise (The Merchant of Venice) de William Shakespeare
- 1947 : La Nuit des rois, ou Ce que vous voudrez (Twelfth Night, or What you will) de William Shakespeare

- 1947 : Le Roi Lear (King Lear), Comme il vous plaira (As you Like it), Le Marchand de Venise (The Merchant of Venice) et Hamlet de William Shakespeare ; Volpone de Ben Jonson (+ metteur en scène ; à Broadway, New York)
- 1950 : His Excellency de Campbell et Dorothy Christie
- 1951-1952 : The Clandestine Marriage de Colman Garrick, avec Leo McKern, André Morell ; Tamburlaine (Tamburlaine the Great) de Christopher Marlowe, adaptation de Tyrone Guthrie et Donald Wolfit, mise en scène de Tyrone Guthrie, avec Leo McKern (saison à l'Old Vic Theatre)
- 1953 : Le Roi Lear (King Kear) de William Shakespeare ; L'École de la médisance (The School for Scandal) de Richard Brinsley Sheridan
- 1956 : Tamburlaine (Tamburlaine the Great) de Christopher Marlowe, mise en scène de Tyrone Guthrie, avec Anthony Quayle (adaptation uniquement, conjointement avec Tyrone Guthrie ; à Broadway, New York)
- 1956 : The Strong are Lonely de Fritz Hochwälder, avec Ronald Harwood, Peter Vaughan
- 1957 : Malatesta et Le Maître de Santiago (The Master of Santiago) d'Henry de Montherlant, avec Ronald Harwood
- 1965 : All in Good Time de Bill Naughton, avec Richard A. Dysart (à Broadway, New York)
- 1965 : L'Île au trésor (Treasure Island), adaptation du roman éponyme de Robert Louis Stevenson

## Filmographie partielle
Au cinéma
- 1931 : Down River de Peter Godfrey
- 1934 : Death at Broadcasting House de Reginald Denham
- 1935 : Drake of England de Arthur Woods
- 1935 : Late Extra de Albert Parker
- 1935 : Hyde Park Corner de Sinclair Hill
- 1935 : Le Drame du terminus (The Silent Passenger) de Reginald Denham
- 1952 : The Pickwick Papers de Noel Langley
- 1952 : L'assassin a de l'humour (The Ringer) de Guy Hamilton
- 1954 : Svengali de Noel Langley
- 1955 : Hold-up en plein ciel (A Prize of Gold) de Mark Robson (film américain)
- 1955 : A Man on the Beach de Joseph Losey
- 1956 : Je plaide non coupable d'Edmond T. Gréville (film franco-britannique)
- 1956 : The Man in the Road de Lance Comfort
- 1957 : The Traitor de Michael McCarthy
- 1958 : L'Affaire Dreyfus (I Accuse !) de José Ferrer
- 1958 : Le Sang du vampire (Blood of the Vampire) d'Henry Cass
- 1959 : Trahison à Athènes (The Angry Hills) de Robert Aldrich
- 1959 : La Maison des sept faucons (The House of the Seven Hawks) de Richard Thorpe
- 1959 : Les Seins de glace (The Rough and the Smooth) de Robert Siodmak
- 1959 : Les Chemins de la haute ville (Room at the Top) de Jack Clayton
- 1960 : Les Mains d'Orlac (The Hands of Orlac) d'Edmond T. Gréville
- 1961 : La Marque (The Mark) de Guy Green
- 1962 : Lawrence d'Arabie de David Lean, le lieutenant général Archibald Murray
- 1964 : Becket de Peter Glenville
- 1965 : Les Chemins de la puissance de Ted Kotcheff
- 1966 : The Sandwich Man de Robert Hartford-Davis
- 1968 : La Charge de la brigade légère (The Charge of the Light Brigade) de Tony Richardson

À la télévision
- 1952 : Série BBC Sunday-Night Theatre, Saison 3, épisode 3 Le Roi Jean (King John), adaptation de la pièce éponyme de William Shakespeare
- 1959 : Volpone, téléfilm produit par la BBC (réalisateur non-connu), adaptation par Donald Wolfit de la pièce éponyme de Ben Jonson
- 1968 : Série BBC Play of the Month, Saison 3, épisode 6 Les Revenants (The Ghosts), adaptation par Michael Meyer de la pièce éponyme d'Henrik Ibsen

## Référence bibliographique
1. ↑  « https://norman.hrc.utexas.edu/fasearch/findingAid.cfm?eadid=00153 » (consulté le 11 juillet 2020)
2. ↑  Ronald Harwood, Sir Donald Wolfit, C.B.E. : His Life and Work in the Unfashionable Theatre, Secker and Warburg, Londres, 1971, 302 p. (en anglais).